# Овиллер-ле-Форж
Овилле́р-ле-Форж (фр. Auvillers-les-Forges) — коммуна во Франции, находится в регионе Шампань — Арденны. Департамент — Арденны. Входит в состав кантона Синьи-ле-Пти. Округ коммуны — Шарлевиль-Мезьер.
Код INSEE коммуны — 08037.
Коммуна расположена приблизительно в 185 км к северо-востоку от Парижа, в 105 км севернее Шалон-ан-Шампани, в 28 км к западу от Шарлевиль-Мезьера.

## Население
Население коммуны на 2008 год составляло 903 человека.
| 1962 | 1968 | 1975 | 1982 | 1990 | 1999 | 2008 |
| ---- | ---- | ---- | ---- | ---- | ---- | ---- |
| 803  | 811  | 784  | 799  | 822  | 833  | 903  |

## Экономика
В 2007 году среди 568 человек в трудоспособном возрасте (15—64 лет) 374 были экономически активными, 194 — неактивными (показатель активности — 65,8 %, в 1999 году было 55,9 %). Из 374 активных работали 320 человек (182 мужчины и 138 женщин), безработных было 54 (26 мужчин и 28 женщин). Среди 194 неактивных 37 человек были учениками или студентами, 34 — пенсионерами, 123 были неактивными по другим причинам.

## Фотогалерея
- Крытый рынок
- Церковь
- Мэрия
- Памятник погибшим в Первой мировой войне